# GratHovOx
GratHovOx ist ein Album von Frank Gratkowski, Fred Van Hove und Tony Oxley. Die am 14. November 2000 bei den Leverkusener Jazztagen im Erholunghaus Bayer, Leverkusen, als Co-Produktion mit der Kulturabteilung der Bayer AG und dem WDR entstandenen Aufnahmen erschienen 2002 auf Nuscope Recordings.

## Hintergrund
Frank Gratkowski, der in den 1990er-Jahren u. a. mit Georg Graewe, Klaus König, Ekkehard Jost und Simon Nabatov gearbeitet hatte, trat 1994 im Tony Oxley Celebration Orchestra Featuring Bill Dixon auf dem Jazzfest Berlin auf.
„Carrousel“ sei ein typisches Beispiel für die Musik des Trios und deren Nähe zur zeitgenössischen Musik, notierte Myles Boisen, ein Stück, „das sich langsam, aber sicher von Oxleys intermittierenden Crescendi zu den hohen Stimmwirbeln des Schlusses entwickelt, der sanft in sich zusammenfällt wie ein sich entleerender Ballon, wobei sich Van Hoves Glissandi mühelos in den dahinter liegenden Tonleitern auflösen.“ Auf „Witchy“ spielt Van Hove das Akkordeon.

## Titelliste
- Frank Gratkowski Fred Van Hove Tony Oxley: GratHovOx (nuscope recordings CD 1012)[2]

1. Tartar 4:46
2. Carrousel 11:36
3. Tiddledit 5:55
4. Bâtons Rompus 6:16
5. Foreplay / Vorspiel 5:17
6. Witchy 3:22
7. Trenches / Tranches 19:38
8. Final Bounce 6:32

Die Kompositionen stammen von Frank Gratkowski, Fred Van Hove und Tony Oxley.

## Rezeption

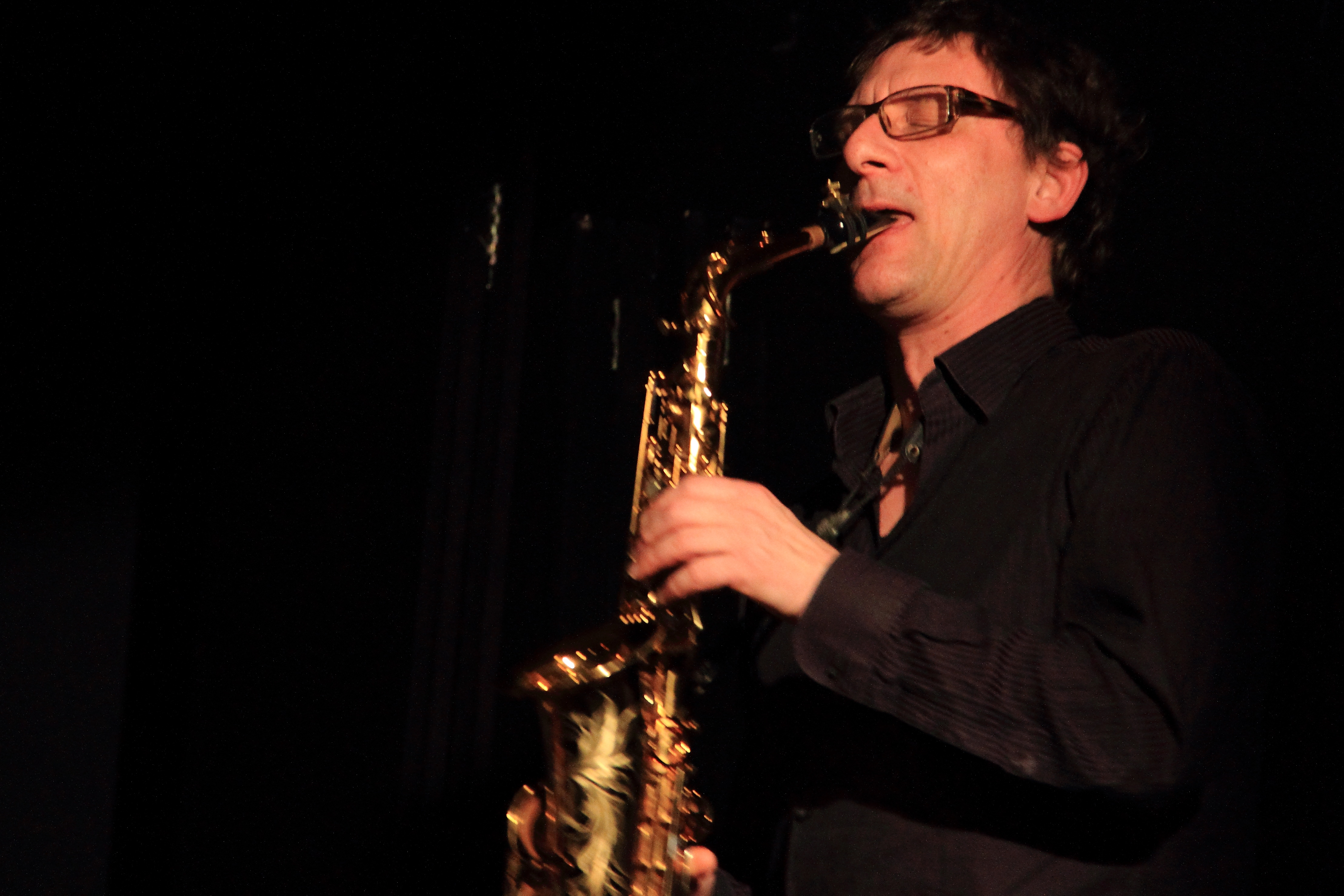
Frank Gratkowski 2004

Nach Ansicht von Glenn Astarita, der das Album in All About Jazz rezensierte, bündeln diese Improvisationsgiganten ihre ganz besonderen Talente in einer höchst ungewöhnlichen, aber weitgehend erfreulichen Session. Mit dieser Veröffentlichung würden die Künstler alle vorgefassten Erwartungen hinter sich lassen.
Das Nuscope-Album sei ein Juwel, schieb Myles Boisen (Paris Transatlantic); Van Hove lasse Tony Oxley viel Raum (mehr als sein anderer häufiger Partner Cecil Taylor), und Oxley wisse genau, wie man sich darin bewegt, ohne den anderen in die Quere zu kommen. Gratkowski fühle sich in ihrer Gesellschaft bestens aufgehoben; seine Beherrschung des Intervalls, Van Hoves harmonische Finesse und Oxleys Instrumentierung offenbaren alle eine tiefe Sympathie für Entwicklungen in der zeitgenössischen Musik – diese Stücke könnten durchaus als notierte Kompositionen transkribiert und aufgeführt werden und sich gegen das zeitgenössische Repertoire behaupten. Nicht, dass sie komponiert klingen (das tun sie nicht), sondern eher, weil sie intuitiv an einer Vorstellung von Struktur und motivischer Entwicklung teilhaben, die ganz im Einklang mit der Ästhetik der europäischen zeitgenössischen Musik stehe.